# Соколова Марія Миколаївна
Монахиня Іуліанія (в миру Марія Миколаївна Соколова) (рос. Мари́я Никола́евна Соколо́ва; *8 листопада 1899 — †16 лютого 1981) — російська іконописець та реставраторка, таємна черниця Російської православної церкви.

## Біографія
Народилася 8 листопада 1899 року в сім'ї священика, художника любителя. Духовна дочка святого праведного Олексія Мечова.
Після закінчення в 1917 році гімназії вступає в приватну художню студію, викладає малювання в радянській школі, працює художницею-графіком в різноманітних видавництвах.
В 1920-х роках вивчає іконопис у художника-реставратора Василя Кірікова, пише копиї давніх ікон і фресок, опановує техніку іконопису та секрети композиції.
В 1946 році знову відкривається Троїце-Сергієва лавра і Марія Миколаївна присвячує себе іконопису, реставрації та навчанню молоді. Вона розписала Серапіонову палату, написала ікони для іконостаса Ніконівського храму Хроїцького собору і образ преподобного Сергія, що поміщений у гробниці з його мощами, створила ікони «Явлення Пресвятої Богородиці преподобному Сергію», «Собор Російських святих», «Собор святих града Владіміра», «Собор Ярославських святих», «Собор святих першосвятителів всієї Росії», «Собор святителеів, тих що в землі Російській просяяли» та багато інших. В 1952—1954 роках створила трьохярусний іконостас для Свято-Сергієвського храму міста Фергана — копію іконостаса Троїцького собору Троїце-Сергієвої лаври.
З 1957 року і протягом наступних 23 років Марія Миколаївна керує створеним неї іконописним гуртком при московській Духовній Академії, а з 1976 року — реставраційно-іконописною майстернею.
За десять років до своєї смерті вона прийняли таємний постриг у монахині з ім'ям мучениці Іуліанії
Померла 16 лютого 1981 року. Похована на кладовищі селища Семхоз Троїце-Сергієвої лаври.

## Нагороди
- Орден святого князя Володимира III степеня (1970)
- Орден святого князя Володимира II степеня (1975)
- Орден преподобного Сергія Радонежського (1980).